# Uroteuthis
Uroteuthis is een geslacht van pijlinktvissen uit de familie van Loliginidae.

## Soorten
- Uroteuthis pickfordae (Adam, 1954)
- Uroteuthis reesi (Voss, 1962)
- Ondergeslacht Uroteuthis (Aestuariolus) Alexeyev, 1992
  - Uroteuthis (Aestuariolus) noctiluca (Lu, Roper & Tait, 1985)
- Ondergeslacht Uroteuthis (Photololigo) Natsukari, 1984
  - Uroteuthis (Photololigo) abulati (Adam, 1955)
  - Uroteuthis (Photololigo) arabica (Ehrenberg, 1831)
  - Uroteuthis (Photololigo) bengalensis (Jothinayagam, 1987)
  - Uroteuthis (Photololigo) chinensis (Gray, 1849)
  - Uroteuthis (Photololigo) duvaucelii (d'Orbigny [in Férussac & d'Orbigny], 1835)
  - Uroteuthis (Photololigo) edulis (Hoyle, 1885)
  - Uroteuthis (Photololigo) machelae Roeleveld & Augustyn, 2005
  - Uroteuthis (Photololigo) robsoni (Alexeyev, 1992)
  - Uroteuthis (Photololigo) sibogae (Adam, 1954)
  - Uroteuthis (Photololigo) singhalensis (Ortmann, 1891)
  - Uroteuthis (Photololigo) vossi (Nesis, 1982)
- Ondergeslacht Uroteuthis (Uroteuthis) Rehder, 1945
  -  Uroteuthis (Uroteuthis) bartschi Rehder, 1945

### Synoiemen
- Uroteuthis (Photololigo) noctiluca (Lu, Roper & Tait, 1985) => Uroteuthis (Aestuariolus) noctiluca (Lu, Roper & Tait, 1985)
- Uroteuthis (Photololigo) reesi (Voss, 1962) => Uroteuthis reesi (Voss, 1962)
- Uroteuthis abulati Adam, 1955 =>  Uroteuthis (Photololigo) abulati (Adam, 1955)
- Uroteuthis arabica (Ehrenberg, 1831) =>  Uroteuthis (Photololigo) arabica (Ehrenberg, 1831)
- Uroteuthis bartschi Rehder, 1945 =>  Uroteuthis (Uroteuthis) bartschi Rehder, 1945
- Uroteuthis bengalensis (Jothinayagam, 1987) =>  Uroteuthis (Photololigo) bengalensis (Jothinayagam, 1987)
- Uroteuthis chinensis (Gray, 1849) =>  Uroteuthis (Photololigo) chinensis (Gray, 1849)
- Uroteuthis duvaucelii (d'Orbigny [in Férussac & d'Orbigny], 1835) =>  Uroteuthis (Photololigo) duvaucelii (d'Orbigny [in Férussac & d'Orbigny], 1835)
- Uroteuthis edulis (Hoyle, 1885) =>  Uroteuthis (Photololigo) edulis (Hoyle, 1885)
- Uroteuthis machelae Roeleveld & Augustyn, 2005 =>  Uroteuthis (Photololigo) machelae Roeleveld & Augustyn, 2005
- Uroteuthis noctiluca (Lu, Roper & Tait, 1985) =>  Uroteuthis (Aestuariolus) noctiluca (Lu, Roper & Tait, 1985)
- Uroteuthis robsoni (Alexeyev, 1992) =>  Uroteuthis (Photololigo) robsoni (Alexeyev, 1992)
- Uroteuthis sibogae (Adam, 1954) =>  Uroteuthis (Photololigo) sibogae (Adam, 1954)
- Uroteuthis singhalensis (Ortmann, 1891) =>  Uroteuthis (Photololigo) singhalensis (Ortmann, 1891)
- Uroteuthis vossi (Nesis, 1982) =>  Uroteuthis (Photololigo) vossi (Nesis, 1982)
- Uroteuthis pickfordi (Adam, 1954) => Uroteuthis pickfordae (Adam, 1954)